# Alessandro e Diogene
Alessandro e Diogene (Alexandre et Diogène o Rencontre d'Alexandre et de Diogène) è un rilievo scolpito nel marmo tra il 1671 e il 1689 dallo scultore Pierre Puget a Tolone, su commissione di Jean-Baptiste Colbert, e destinato alla reggia di Versailles. Attualmente l'opera si conserva al museo del Louvre di Parigi.

## Storia
L’opera venne realizzata nel periodo tolonese dell'artista. Allora egli ricevette l'incarico di realizzare delle sculture delle navi della flotta di Luigi XIV, che si stava costruendo a Tolone. Due blocchi di marmo che non furono utilizzati (anche se all'epoca si trattava di un materiale estremamente costoso) si trovavano nell'arsenale nel quale lavorava Puget. All'artista fu concesso di utilizzarli da parte di Jean-Baptiste Colbert per due composizioni di sua scelta, senza alcun vincolo imposto per il soggetto o per le dimensioni. L'accordo di Colbert per questo progetto è un'eccezione in un'epoca nella quale la creazione artistica era controllata soprattutto dal potere reale, dall'accademia reale di pittura e scultura o dalle corporazioni. Da questi due blocchi di marmo usciranno quasi dieci anni dopo il Milone di Crotone (1671-1682, al museo del Louvre) e Alessandro e Diogene, due delle opere più importanti dell'artista. Il rilevo venne spedito a Versailles nel 1697, dopo la morte di Puget.

## Descrizione
Si tratta del rilievo più grande della scultura francese, superato soltanto dal Passaggio del Reno di François Joseph Bosio (è un rilievo della statua equestre di Luigi XIV, nella place des Victoires, 1819-1822).
Qui Pierre Puget scelse di rappresentare un episodio della vita di Alessandro Magno, quando quest'ultimo incontra Diogene a Corinto. Alessandro avrebbe domandato a Diogene di che cosa avesse bisogno e quest'ultimo avrebbe risposto "Levati dal mio sole". Si tratta dunque di un'iconografia assai curiosa quando si sa che la sua destinaziona era la reggia versagliese. Quindi potrebbe essere facilmente interpretato come qualcosa di piuttosto ostile al potere regio, poiché Luigi XIV fu paragonato moltissimo ad Alessandro nelle arti, prima di essere assimilato al Sole. Qui Puget valorizza il beneficio della povertà a fronte della ricchezza e del potere. Questa interpretazione di una visione critica del potere va tuttavia messa in prospettiva poiché, al contrario della visione romantica che si poteva avere di Pierre Puget nel diciannovesimo secolo, quest'ultimo non era un artista solitario e lontano dalle sfere del potere.
L’opera è del tutto caratteristica dello stile di Pierre Puget. Vi si notano i giochi di profondità e del rilievo. Puget sovrappone degli strati e dei piani, intrecciando così le linee geometriche. In quest'opera si trovano anche le diagonali che scandiscono le sue composizioni. La conoscenza dell'antichità è visibile nel richiamo di Laocoonte in Diogene, nella figura di Alessandro che riprende i ritratti di Nerone e nella conoscenza dell'architettura antica, soprattutto con il tempo di Marte sullo sfondo della composizione. Al contrario, la raffigurazione dei soldati si allontana dall'ambito del ritratto per avvicinarsi a quello della caricatura. Il condottiero greco è raffigurato al cavallo di Bucefalo, e tra gli zoccoli di quest'ultimo c'è un cane, forse un riferimento all'appellativo di "Cinico" riferito a Diogene.